# Кара-Кешишоглы
Кара-Кешишоглы (азерб. Qara Keşişoğlu nəsli) — азербайджанский ханский род, правивший Шекинским владением (1444—1551) и Шекинским ханством (1747—1806).

## Происхождение
Согласно преданию, в городе Шеки около 1444 года жил знатный священник, по имени Кара Кешиш. А в селении Киш жил другой священник, который занимал там такое же положение. Кара-Кешиш, желая женить своего сына на дочери священника, живущего в селе Киш, обратился к нему с просьбой выдать свою дочь за его сына. Тот ответил, что «его дочь вспоена белою водою, и потому он не выдаст своей дочери за человека, который живет там, где протекает черная вода». Тогда Кара-Кешиш провел к своему дому арык с белою водою и женил своего сына. Сына Кара-Кешиша звали Джандар. Через некоторое время он принял ислам и поменял имя на Алиджан. Позже его сын Кутул-хан был назначен Кара-Коюнлу правителем Шеки.

## История

### Шекинское владение
Сына первого правителя Кутул-хана звали Шеки-ханом, а сына Шеки-хана звали Хасан султаном. Последний служил шаху Исмаилу I. В 1524 году, когда скончался шах Исмаил, грузинский губернатор Лонд-хан атаковал Шеки и Хасан султан был убит. После этого знатные лица Шекинской области выбрали сына Хасан султана, Дервиш-Мухаммед-хана правителем. Дервиш-Мухаммед-хан отказался служить Сефевидам. Когда войска шаха Тахмасиба I воевали в Ширване, Дервиш-Мухаммед-хан, со своим войском, совершал ночные атаки на кызылбашские войска. Находящиеся в Ширване военачальники дали об этом знать шаху. Шах Тахмасиб, в 1551 году прибыл со своим войском в Арешский магал. Во время пребывания шаха в Ареше все правители тех районов были сильно озабочены и боялись его.
В то время грузинский губернатор Лонд-хан предстал перед шахом в Ареше и подчиниться ему. Тахмасиб послал людей к Дервиш-Мухаммед-хану с приказом явиться к нему и быть у него на службе, написав письмо, чтобы он не боялся, и что шах к нему будет очень милостив. Дервиш-Мухаммед-хан и шекинская знать покорились шаху. Некоторые из военачальников Шекинской области укрепились в крепости Киш, а Дервиш-Мухаммед-хан вместе с некоторыми знатными лицами, отправился к крепости Гелярсан-Гёрарсан. Кроме всего этого, некоторые силы были сосредоточены у подножия горы Альбруз. Шах Тахмасиб был сильно велел кызылбашским ханам взять крепость Киш, а других вместе с Лонд-ханом послал на крепость Гелярсан-Гёрарсан. Некоторые также были посланы к Сыгнаку, находившемуся на склоне горы Альбруз. Киш был взять и разрушен, а жители пощажены. После этого шах со своими войсками двинулся к Сыгнаку. Жители последнего покорились шаху. Дервиш-Мухаммед-хан, узнав об уходе людей и видя, что он всеми покинут, ночью собрал вокруг себя 400 человек и решил убежать из крепости Гелярсан-Гёрарсан. Ханы, расположившиеся в том районе вместе с Лонд-ханом, узнали об этом и вышли ему навстречу. Многие из людей Дервиш-Мухаммед-хана были убиты, а он сам был убит Кёсой Пиргулу, который отрезал ему голову и доставил её шаху. Шах наградил его и присоединил Шекинскую область к своим владениям. После Дервиш-Мухаммед-хана остался его малолетний сын Баги-бек. После смерти Дервиш-Мухаммед-хана, некий Хусейнджан был назначен губернатором Шекинской области.

### Шекинское ханство
Сын Дервиш-Мухаммед-хана — Баги-бек не имел никаких титулов и привилегий. Сыном Баги-бека был Алиджан, его сыном Аскер, его сыном — Аллахверди, его сыном был Алиджан, а у Алиджана было двое сыновей — кетхуда Курбан и Ахмед. Курбан, имел сына по имени Хаджи Челеби, а другой, Ахмед, имел сына по имени Хаджи Шейхали. При правлении мелика Наджафа Хаджи Челеби пользовался почетом среди населения Шеки и был богат. Хаджи Шейхали также был богат, но Хаджи Челеби имел больше влияния на население. Исполнение поручений шаха или своих, мелик Наджаф почти всегда возлагал на суннитскую часть населения и вообще обращался с суннитами очень плохо. В конце концов, сунниты, выведенные из терпения, послали Надир шаху жалобу на то, что «мелик Наджаф, являясь кызылбашем, их мучает; что исполнение всех поручений и приказов шаха он возлагает на суннитскую часть населения, почти освобождая от этих обязанностей кызылбашскую часть его; что они этого дольше терпеть не могут и потому просят шаха, Аллаха ради, избавить своих верноподданных от несправедливостей Мелик Наджафа». Шах велел выбрать одного человека из суннитов, дать ему соответствующие полномочия и послать к нему, чтобы он также мог уполномочить его и послать обратно в Шеки, дабы мелик Наджаф не имел права делать что-либо без него. Суннитское население, на своем совещании избрало Хаджи Челеби за его знатное происхождение и личные заслуги. Надир шах назначил его доверенным лицом в Шекинское ханство, дав ему указ, чтобы мелик Наджаф, не возлагал на население повинностей без его ведома. Получив от шаха полномочия, Хаджи-Челеби вернулся в Шеки. В то время его называли Векиль Челеби («Челеби уполномоченный»).

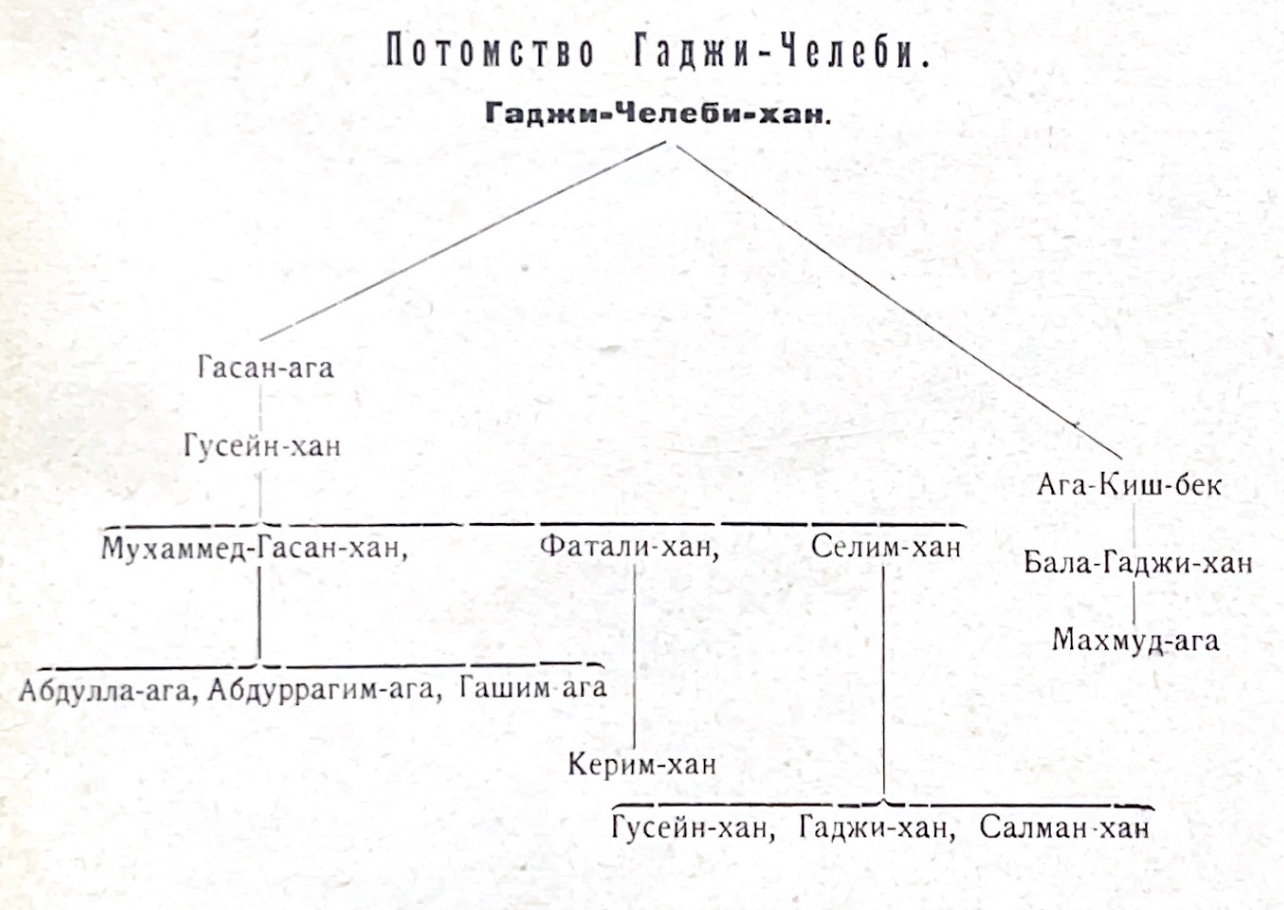
Потомство Хаджи Челеби

Хаджи Челеби правил двенадцать лет и скончался в 1755 году. После смерти хана власть перешла к его сыну Агакиши-беку, который властвовал в Шеки пять лет. Старшим сыном Хаджи Челеби был Хасан-ага. Его сын Хусейн-хан был в то время молодым. Некоторые из шекинских беков взяли его с собою и бежали в Ширван. Мухаммед-хан Казикумухский, находясь в захваченном Шеки, узнал о местонахождении казны денежных средств Челеби-хана, достал их из-под земли и в течение сорока дней невыносимо угнетал население. После сорока дней, шекинцы прогнали Мухаммед-хана, а Хусейн-хана доставили из Ширвана в Шеки и сделали его своим правителем. Арешский султан Мелик-Али не стал подчиняться Хусейн-хану. Он явился в Карабах к сардару Фатали-хану Афшару, чтобы он сделал его ханом Шеки.
Хусейн-хан, узнав об этом, также решил отправиться к сардару. В результате из-за происхождения Фатали-хан назначил Хусейн-хана  и дал последнему возможность убить Мелик-Али. Власть Хусейн-хана также оспаривалась его дядей Джафар-агой, который несмотря на все призывы к миру, был убит. После этого происшествия, его другой дядя Хаджи Абдулкадир настраивается против Хусейн-хана. В 1780 году вместе с шекинскими и арешскими беками он убил Хусейн-хана и его сына Ахмед-агу. Другой сын Хусейн-хана, Мухаммед Хасан, был в Карабахе. Он отправился в Джар и оттуда пошел с войсками на Хаджи Абдулкадира. После завязавшегося боя, первый был побежден и вернулся назад. Хаджи Абдулкадир властвовал в Шеки три с половиной года. Позднее Мухаммед Хасан-хан еще раз пришел из Джара с войсками и напал на Хаджи Абдулкадира. На этот раз Хаджи Абдулкадир потерпел поражение и убежал в Ширван, к отцу Мустафа-хана Агаси-хану. Агаси-хан отдал его в руки Мухаммед Хасан-хана. В 1783 году Мухаммед Хасан-хан убил его и стал шекинским ханом. Он также убил и семерых малолетних сыновей Хаджи Абдулкадира, и у последнего совсем не осталось наследников. Мухаммед Хасан-хан правил всего два года.
Любимым сыном Хусейн-хана был Фатали-хан. Мухаммед Хасан опасался его и потому выколол ему глаза и заключил его в тюрьму при своем доме. Через несколько лет, младший сын Хусейн-хана Селим-хан попал в немилость у Мухаммед Хасан-хана. Хан, не доверяя и опасаясь его, не давал никаких чинов и повышений. Селим-хан бежал в 1784 году из Шеки в Джарскую область, взяв с собою нескольких беков из области. В том же году шах Ага-Мухаммед Каджар двигался со своими войсками к Карабаху. Желая оказать услугу шаху, Мухаммед Хасан-хан послал одного из своих нукеров, Хаджи-сеида в распоряжение шаха. Хаджи-сеид ненавидел Мухаммед Хасан-хана и потому, по прибытии к шаху, сказал ему, что если тот желает подчинить Шекинское ханство, то он должен или убить Мухаммед Хасан-хана или же выколоть ему глаза. Шах назначил Мустафа-хана Девели командующим, дал в его распоряжение двенадцатитысячную армию, велел ему завоевать Ширван, а также поручил ему поймать Мухаммед Хасан-хана, выколоть ему глаза и отправить его в Тебриз. Мустафа-хан Девели перешел с войском реку Куру и прибыл в Ширванское ханство. Ширванский хан Мустафа спасся в укрепленном месте, которое называлось Фит-дагы. Кызылбашские войска опустошили поля Ширвана и унесли с собою все, что попало в их руки.

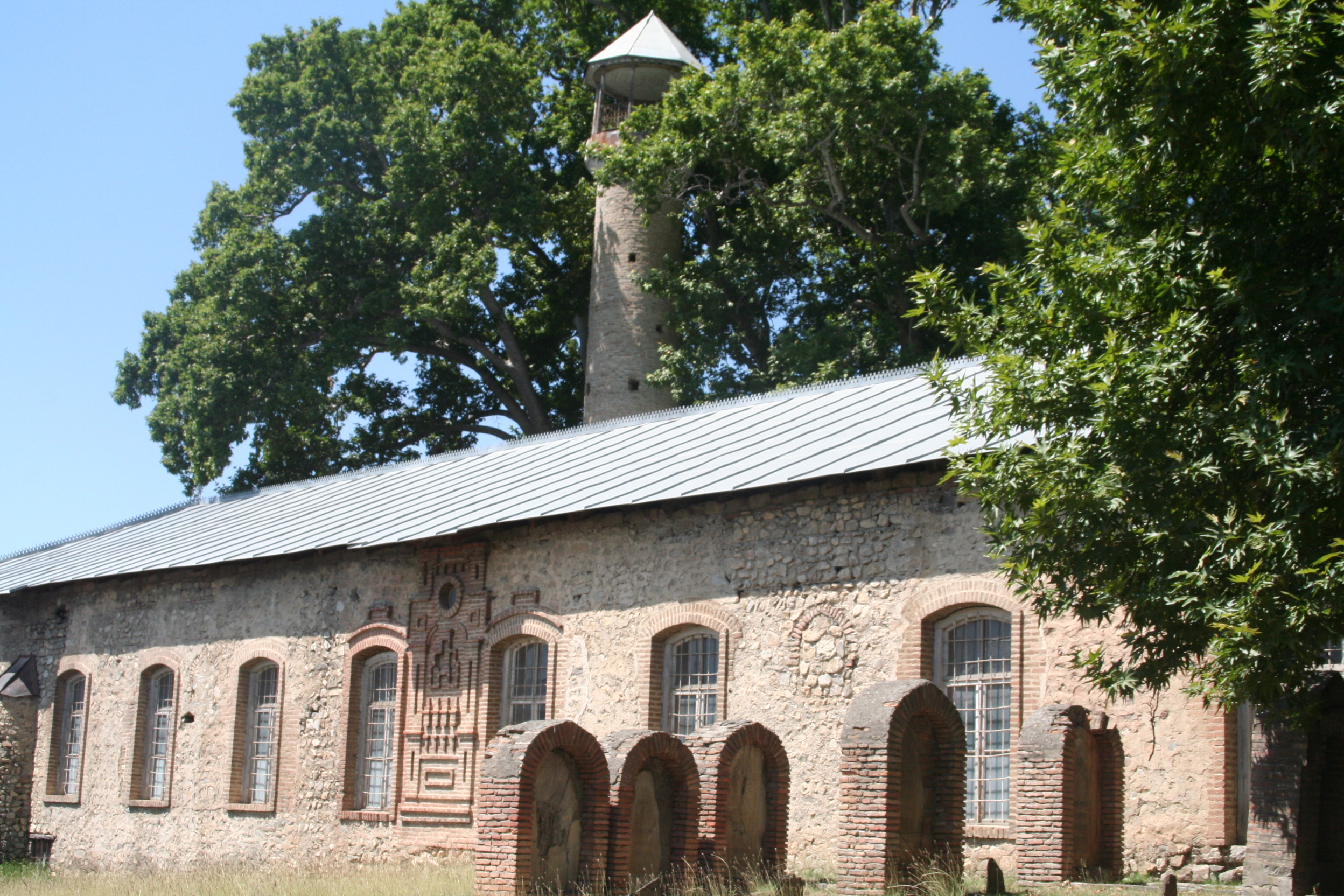
Кладбище Шекинской ханской мечети

Мухаммед Хасан-хан властвовал двенадцать лет. В 1795 году Селим-хан собрал войско и выступил против Мухаммед Хасан-хана. Мухаммед Хасанхан вышел ему навстречу со своими шекинскими войсками, и у селения Кюнек между ними произошел бой. Мухаммед Хасан-хан потерпел поражение и вернулся в Шеки, раньше, чем Селим-хан, со своими войсками успел в нее войти. Мустафа-хан Девели прибыл с войском из Ширвана в Агдаш и, пробыв в Агдаше несколько дней, двинулся оттуда к Хачмазскому магалу. Здесь он остановился под селением Таркеш. Мухаммед Хасан-хан, будучи уверенным, что Мустафа-хан Девели против него ничего не имеет, так как он служил шаху и, кроме того, его приближенный находился у шаха, вышел из Шеки и направился к Мустафа-хану, чтобы взять у него войско и выгнать Селим-хана из Шекинского ханства. Но как только он вступил под селением Таркеш в лагерь Мустафа-хана, последний схватил его, ограбил его нукеров, выколол ему глаза и отправил в Тебриз.
Селим-хан стал шекинским ханом и через некоторое время он убил семерых малолетних сыновей Мухаммед Хасан-хана. Он не захотел служить шаху. Опасаясь кызылбашских войск, хан переселил город в крепость Гелярсян-Гёрярсян и укрепился там. После смерти Ага-Мухаммеда Каджара, Мустафа хан Ширванский отправился за Мухаммед Хасан-ханом, чтобы назначмть его снова ханом. Селим-хан, услышав об этом, убежал. Мустафа-хан  повторно назначил Мухаммед Хасана ханом. После этого Мухаммед Хасан-хан правил ещё восемь лет. Впоследствии их отношения испортились, и они стали врагами. Мустафа-хан взял из Карабаха Селим-хана с целью назначить его шекинским ханом, низложив Мухаммед Хасана. Мухаммед Хасан-хан также отправился с войском к Карабаху. По дороге он пришел к убеждению, что в крае очень много людей, которые являются его врагами, и что он будет не в состоянии воевать с Мустафа-ханом. Поэтому он распустил свое войско и отправился с несколькими людьми к Мустафа-хану, надеясь, что Мустафа-хан с ним помирится и позволит ему властвовать в Шеки. Но Мустафа-хан схватил его и отправил в Ширван, а Селим-хана оставил у себя, думая послать в Шеки наместником одного из своих беков. Тогда все население Шеки собралось у Фатали-хана, поклялось ему в верности, и в 1805 году избрало своим ханом. Он властвовал около трех месяцев. Тогда Мустафа-хан, убедившись в том, что он не сможет добиться задуманного, отправил к Фатали-хану, людей с целью завязать с ним дружбу и просил его прислать к нему, для большего закрепления дружественных отношений, своего сына. Мустафа-хан послал Селим-хана в Агдашский магал. Селим-хан сговорился в Агдаше с некоторыми шекинскими беками отнять власть у Фатали-хана.
Селим-хан в том же году вернул власть и правил ещё полтора года. Во время русско-иранской войны генерал Небольсин послал против него русский отряд. После первых стычек, Селим-хан, видя свою неудачу, бежал к Каджарам. Генерал Небольсин вновь назначил Фатали-хана шекинским ханом. Но Джафаргулу-хан Хойский обратился к царю с просьбой отдать Шекинское ханство ему. По приказу Александра I, в 1806 году Джафаргулу-хан стал ханом Шеки.

## Родословная

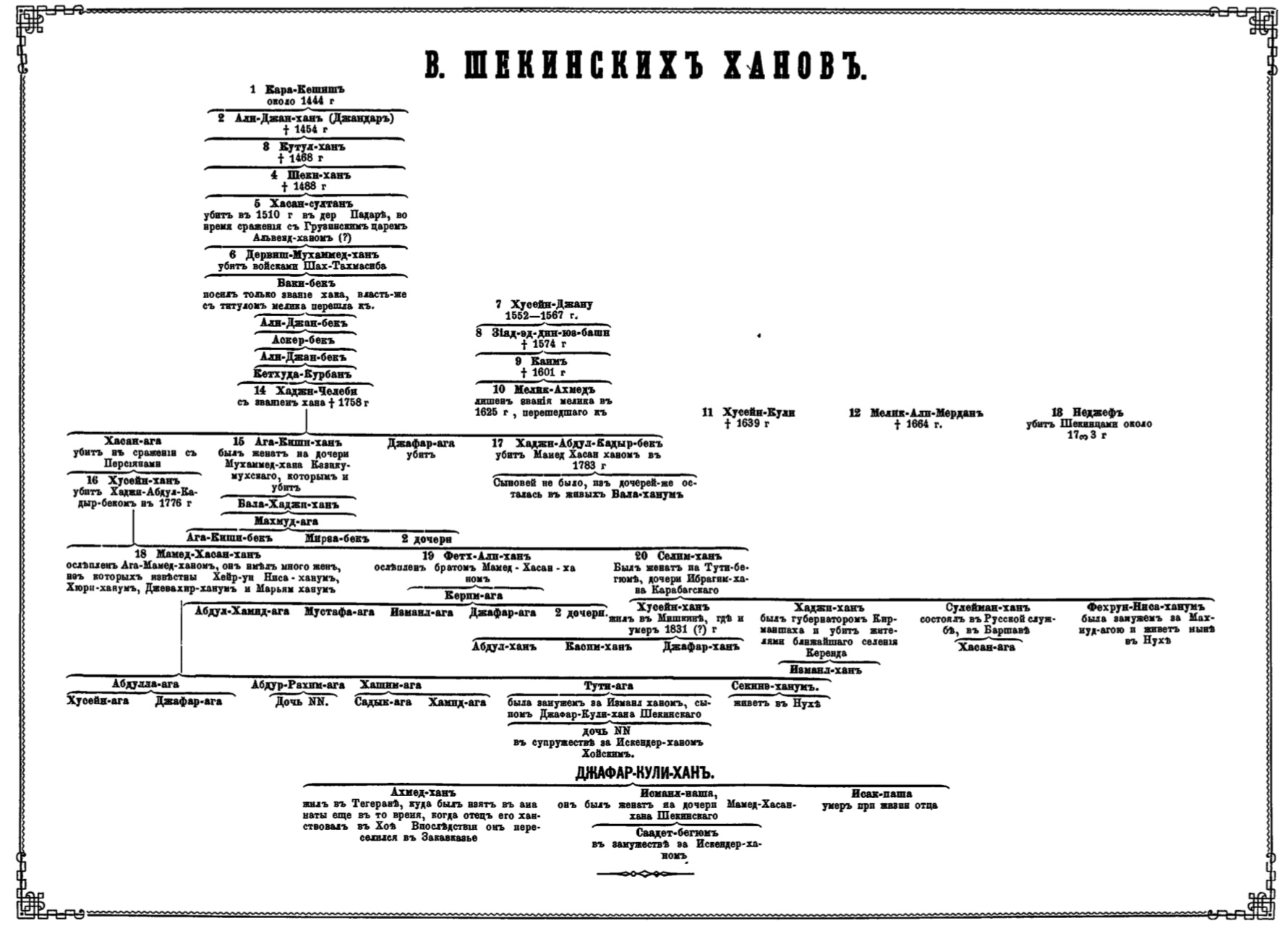
Семейное древо рода Кара-Кешишоглы

- Кара-Кешиш (1444) — священник из Шеки.
  - Алиджан-хан (Джандар) (ум. 1454) — первый хан Шеки.
    - Кутул-хан (ум. 1468) — второй хан Шеки.
      - Шеки-хан (ум. 1488) — третий хан Шеки.
        - Хасан султан (ум. 1510) — четвёртый хан Шеки.
          - Дервиш-Мухаммед-хан (ум. 1551) — последний владетель Шеки из рода.
            - Баки-бек
              - Алиджан-бек
                - Кетхуда Курбан
                  - Хаджи Челеби (1703 — 1755) — создатель и первый правитель Шекинского ханства
                    - Хасан-ага
                      - Мухаммед Хусейн-хан Мюштаг (ум. 1780) — третий шекинских хан и азербайджанский поэт.
                        - Мухаммед Хасан-хан[азерб.] (1760 — 1805) — пятый и седьмой шекинских хан.
                        - Селим-хан (ум. 1826) — шестой и девятый шекинский хан.
                        - Фатали-хан[азерб.] (ум. 1815) — восьмой шекинский хан.

                    - Агакиши-бек[азерб.] (ум. 1759) — второй шекинский хан.
                      - Бала Хаджи-хан
                        - Мустафа-ага
                          - Агакиши-бек
                          - Мирза-бек

                    - Джафар-ага
                    - Хаджи Абдулкадир-бек[азерб.] (ум. 1783) — четвёртый шекинский хан.
                      - Бала-ханым